# François Clavel
Pour les articles homonymes, voir Clavel.
François Clavel, né le 5 septembre 1767 à Aigle et mort le 4 mai 1837 à Aigle, est un avocat, un juge, un préfet et une personnalité politique suisse.

## Biographie
De confession protestante, originaire de Lutry, François Clavel est le fils de Georges-Antoine-David Clavel et de Marguerite Joret. Il épouse Louise-Amélie-Elizabeth Veillon. Avocat, il est sous-préfet du district d'Aigle de 1798 à 1801, juge d'appel en 1803, puis préfet d'Aigle de 1832 à 1833.

### Parcours politique
François Clavel est député à la Diète cantonale et membre de la Chambre administrative en 1801. Député au Grand Conseil vaudois dès 1803, il est en parallèle député à la Diète fédérale en 1803 et 1808. Élu au Petit Conseil en 1811, puis au Conseil d'État vaudois, il démissionne en 1830. Il est l'auteur en 1828 d'un Essai sur les communes et sur le gouvernement municipal dans le canton de Vaud. Conservateur, il s'oppose aux revendications des libéraux qui renverseront le gouvernement vaudois en 1830,.